# HMS Benbow (1913)
O HMS Benbow foi um couraçado operado pela Marinha Real Britânica e a terceira embarcação da Classe Iron Duke, depois do HMS Iron Duke e HMS Marlborough, e seguido pelo HMS Emperor of India. Sua construção começou em maio de 1912 na William Beardmore and Company e foi lançado ao mar em novembro de 1913, sendo comissionado em outubro do ano seguinte. Era armado com uma bateria principal de dez canhões de 343 milímetros em cinco torres de artilharia duplas, tinha um deslocamento de trinta mil toneladas e alcançava uma velocidade máxima de 21 nós.
O Benbow serviu com a Grande Frota durante a Primeira Guerra Mundial, porém pouco fez durante todo o conflito e passou a maior parte de seu tempo realizando patrulhas de rotina e treinamentos no Mar do Norte. Sua única ação ocorreu na virada de maio para junho de 1916 na Batalha da Jutlândia. Depois do conflito foi transferido para o Mar Mediterrâneo, participando da intervenção dos Aliados na Guerra Civil Russa no Mar Negro entre 1919 e 1920 e apoiando os gregos na Guerra Greco-Turca em 1920. Foi descomissionado em 1929 e desmontado em 1931.